# Coupe d'Union soviétique de football 1972
Navigation
Édition 1971 Édition 1973
La Coupe d'Union soviétique 1972 est la 31e édition de la Coupe d'Union soviétique de football. Elle se déroule entre le 20 février et le 13 août 1972.
La finale se joue les 12 et 13 août 1972 au Stade Lénine de Moscou et voit la victoire du Torpedo Moscou qui remporte sa cinquième coupe nationale aux dépens du Spartak Moscou, tenant du titre. Ce succès lui permet de se qualifier pour la Coupe des coupes 1972-1973.

## Format
Trente-six équipes prennent part à cette édition, soit l'intégralité des participants aux deux premières divisions soviétiques.
Le tournoi se divise en six tours, à l'issue desquels le vainqueur de la compétition est désigné. Les équipes de la première division font leur entrée en lice lors des seizièmes de finale.
À l'exception de la finale, l'ensemble des confrontations se joue sur deux manches. En cas d'égalité à l'issue du match retour, la règle des buts marqués à l'extérieur est appliquée. Si elle ne permet pas de départager les deux équipes, la rencontre passe en prolongation avant de s'achever aux tirs au but. Dans le cas de la finale, si les deux équipes sont à égalité même à l'issue de la prolongation, le match est rejoué ultérieurement. Si cette deuxième rencontre ne désigne toujours pas de vainqueur, ce dernier est désigné à l'issue d'une séance de tirs au but.

## Résultats

### Premier tour
Les matchs allers sont joués les 20 et 21 février 1972 tandis que les rencontres retours prennent place le 25 février 1972.
| Équipe 1                 | Score | Équipe 2                   | Aller | Retour |
| ------------------------ | ----- | -------------------------- | ----- | ------ |
| Krivbass Krivoï Rog (D2) | 2 - 5 | (D2) Avtomobilist Naltchik | 1 - 2 | 1 - 3  |
| Chinnik Iaroslavl (D2)   | 4 - 1 | (D2) Zvezda Perm           | 4 - 1 | 0 - 0  |
| Pamir Douchanbé (D2)     | 3 - 1 | (D2) Nistru Kichinev       | 2 - 1 | 1 - 0  |
| Alga Frounzé (D2)        | 2 - 0 | (D2) Stroïtel Achkhabad    | 1 - 0 | 1 - 0  |

### Seizièmes de finale
Les matchs allers sont joués entre le 26 février et 4 mars 1972 tandis que les rencontres retours prennent place entre le 4 et le 12 mars 1972. Cette phase voit l'entrée en lice des équipes de la première division 1972.
| Équipe 1                    | Score             | Équipe 2                       | Aller | Retour   |
| --------------------------- | ----------------- | ------------------------------ | ----- | -------- |
| Lokomotiv Moscou (D1)       | 4 - 1             | (D2) Krylia Sovetov Kouïbychev | 1 - 1 | 3 - 0    |
| Metallist Kharkov (D2)      | 3 - 4             | (D1) Dinamo Tbilissi           | 2 - 0 | 1 - 4    |
| CSKA Moscou (D1)            | 2 - 1             | (D2) Avtomobilist Ordjonikidzé | 1 - 0 | 1 - 1    |
| Alga Frounzé (D2)           | 0 - 5             | (D1) Zénith Léningrad          | 0 - 1 | 0 - 4    |
| Dniepr Dniepropetrovsk (D1) | 4E - 4            | (D2) Pakhtakor Tachkent        | 2 - 1 | 2 - 3    |
| Ararat Erevan (D1)          | 1 - 2             | (D2) Dinamo Léningrad          | 0 - 2 | 1 - 0    |
| Dinamo Kiev (D1)            | 3 - 2             | (D2) Tekstilchtchik Ivanovo    | 2 - 1 | 1 - 1    |
| Torpedo Moscou (D1)         | 3 - 1             | (D2) Torpedo Koutaïssi         | 2 - 1 | 1 - 0    |
| Spartak Moscou (D1)         | 5 - 1             | (D2) Ouralmach Sverdlovsk      | 5 - 1 | 0 - 0    |
| Zaria Vorochilovgrad (D1)   | 0 - 0 (3 - 5 tab) | (D2) Tchernomorets Odessa      | 0 - 0 | 0 - 0 ap |
| SKA Rostov (D1)             | 1 - 0             | (D2) Avtomobilist Naltchik     | 0 - 0 | 1 - 0    |
| Chinnik Iaroslavl (D2)      | forfait           | (D1) Kaïrat Alma-Ata           | 0 - 1 | forfait  |
| Neftchi Bakou (D1)          | 1 - 3             | (D2) Metallourg Zaporojié      | 1 - 0 | 0 - 3    |
| Karpaty Lvov (D1)           | 4 - 1             | (D2) Pamir Douchanbé           | 1 - 0 | 3 - 1    |
| Dinamo Moscou (D1)          | 3 - 1             | (D2) Chakhtior Donetsk         | 3 - 1 | 0 - 0    |
| Dinamo Minsk (D1)           | 1 - 2             | (D2) Chakhtior Karaganda       | 1 - 1 | 0 - 1    |

### Huitièmes de finale
Les matchs allers sont joués entre le 11 et le 15 mars 1972 tandis que les rencontres retours prennent place entre le 15 et le 18 mars 1972.
| Équipe 1                  | Score             | Équipe 2                    | Aller | Retour   |
| ------------------------- | ----------------- | --------------------------- | ----- | -------- |
| Kaïrat Alma-Ata (D1)      | 2 - 3             | (D1) Lokomotiv Moscou       | 1 - 1 | 1 - 2    |
| CSKA Moscou (D1)          | 1 - 0             | (D1) Dinamo Moscou          | 1 - 0 | 0 - 0    |
| Tchernomorets Odessa (D2) | 1 - 3             | (D1) Karpaty Lvov           | 1 - 0 | 0 - 3    |
| Spartak Moscou (D1)       | 2E - 2            | (D2) Metallourg Zaporojié   | 1 - 0 | 1 - 2    |
| Dinamo Kiev (D1)          | 1 - 1 (8 - 9 tab) | (D1) SKA Rostov             | 1 - 0 | 0 - 1 ap |
| Dinamo Tbilissi (D1)      | 3 - 0             | (D2) Chakhtior Karaganda    | 3 - 0 | 0 - 0    |
| Zénith Léningrad (D1)     | 4 - 0             | (D2) Dinamo Léningrad       | 2 - 0 | 2 - 0    |
| Torpedo Moscou (D1)       | 3 - 0             | (D1) Dniepr Dniepropetrovsk | 2 - 0 | 1 - 0    |

### Quarts de finale
Les matchs allers sont joués les 21 et 22 mars 1972 tandis que les rencontres retours prennent place le 25 mars 1972.
| Équipe 1            | Score  | Équipe 2              | Aller | Retour |
| ------------------- | ------ | --------------------- | ----- | ------ |
| Karpaty Lvov (D1)   | 1E - 1 | (D1) Dinamo Tbilissi  | 0 - 0 | 1 - 1  |
| Torpedo Moscou (D1) | 2 - 0  | (D1) Zénith Léningrad | 0 - 0 | 2 - 0  |
| Spartak Moscou (D1) | 4 - 2  | (D1) Lokomotiv Moscou | 2 - 1 | 2 - 1  |
| SKA Rostov (D1)     | 1 - 4  | (D1) CSKA Moscou      | 1 - 1 | 0 - 3  |

### Demi-finales
Les matchs allers sont joués le 2 juillet 1972 tandis que les rencontres retours prennent place les 27 et 28 juillet 1972.
| Équipe 1            | Score | Équipe 2          | Aller | Retour |
| ------------------- | ----- | ----------------- | ----- | ------ |
| Spartak Moscou (D1) | 4 - 0 | (D1) Karpaty Lvov | 2 - 0 | 2 - 0  |
| Torpedo Moscou (D1) | 4 - 1 | (D1) CSKA Moscou  | 0 - 0 | 4 - 1  |

### Finale
La finale disputée le 12 août 1972 s'achève sur un match nul et vierge entre les deux équipes à l'issue de la prolongation, la rencontre est de ce fait rejouée le lendemain. Cette dernière s'achève également sur un match nul après prolongation, amenant finalement à la séance des tirs au but à l'issue de laquelle le Torpedo Moscou finit par s'imposer sur le score de 5 à 1.

#### Première finale
| Titulaires :  |                             |      |
|               |                             |      |
|               | Viktor Bannikov             |      |
|               | Vladimir Krasnov (ru)       |      |
|               | Leonid Pakhomov (en)        |      |
|               | Viktor Choustikov           |      |
|               | Vladimir Boutourlakine (ru) |      |
|               | Vladimir Iourine (en)       |      |
|               | Anatoli Fetissov (ru)       |      |
|               | Vadim Nikonov               | 100e |
|               | Guennadi Chalimov (ru)      |      |
|               | Anatoli Degtiariov (ru)     | 106e |
|               | Iouri Smirnov (ru)          |      |
|               |                             |      |
| Remplaçants : |                             |      |
|               | Viktor Filippov (ru)        | 100e |
|               | Anatoli Soloviov (ru)       | 106e |
|               |                             |      |
| Entraîneur :  |                             |      |
| Viktor Maslov |                             |      |

| Titulaires :    |                        |     |
|                 |                        |     |
|                 | Iouri Darvine (ru)     |     |
|                 | Guennadi Logofet       |     |
|                 | Sergueï Olchanski      |     |
|                 | Ievgueni Lovchev       |     |
|                 | Nikolaï Abramov        |     |
|                 | Nikolai Kiselev        |     |
|                 | Vitali Mirzoïev (ru)   | 80e |
|                 | Galimzian Khoussaïnov  |     |
|                 | Valeri Andreïev (ru)   | 61e |
|                 | Viktor Papaïev (en)    | 46e |
|                 | Mikhaïl Boulgakov (ru) |     |
|                 |                        |     |
| Remplaçants :   |                        |     |
|                 | Vladimir Redine (ru)   | 61e |
|                 | Aleksandr Piskariov    | 80e |
|                 |                        |     |
| Entraîneur :    |                        |     |
| Nikita Simonian |                        |     |

| Titulaires :  |                             |      |
|               |                             |      |
|               | Viktor Bannikov             |      |
|               | Vladimir Krasnov (ru)       |      |
|               | Leonid Pakhomov (en)        |      |
|               | Viktor Choustikov           |      |
|               | Vladimir Boutourlakine (ru) |      |
|               | Vladimir Iourine (en)       |      |
|               | Anatoli Fetissov (ru)       |      |
|               | Vadim Nikonov               | 100e |
|               | Guennadi Chalimov (ru)      |      |
|               | Anatoli Degtiariov (ru)     | 106e |
|               | Iouri Smirnov (ru)          |      |
|               |                             |      |
| Remplaçants : |                             |      |
|               | Viktor Filippov (ru)        | 100e |
|               | Anatoli Soloviov (ru)       | 106e |
|               |                             |      |
| Entraîneur :  |                             |      |
| Viktor Maslov |                             |      |

| Titulaires :    |                        |     |
|                 |                        |     |
|                 | Iouri Darvine (ru)     |     |
|                 | Guennadi Logofet       |     |
|                 | Sergueï Olchanski      |     |
|                 | Ievgueni Lovchev       |     |
|                 | Nikolaï Abramov        |     |
|                 | Nikolai Kiselev        |     |
|                 | Vitali Mirzoïev (ru)   | 80e |
|                 | Galimzian Khoussaïnov  |     |
|                 | Valeri Andreïev (ru)   | 61e |
|                 | Viktor Papaïev (en)    | 46e |
|                 | Mikhaïl Boulgakov (ru) |     |
|                 |                        |     |
| Remplaçants :   |                        |     |
|                 | Vladimir Redine (ru)   | 61e |
|                 | Aleksandr Piskariov    | 80e |
|                 |                        |     |
| Entraîneur :    |                        |     |
| Nikita Simonian |                        |     |

#### Finale rejouée
| Titulaires :  |                             |      |
|               |                             |      |
|               | Viktor Bannikov             |      |
|               | Vladimir Krasnov (ru)       |      |
|               | Leonid Pakhomov (en)        |      |
|               | Vladimir Boutourlakine (ru) |      |
|               | Vladimir Iourine (en)       |      |
|               | Viktor Choustikov           |      |
|               | Anatoli Fetissov (ru)       | 105e |
|               | Vadim Nikonov               |      |
|               | Guennadi Chalimov (ru)      |      |
|               | Anatoli Degtiariov (ru)     |      |
|               | Iouri Smirnov (ru)          | 55e  |
|               |                             |      |
| Remplaçants : |                             |      |
|               | Anatoli Soloviov (ru)       | 55e  |
|               | Viktor Filippov (ru)        | 105e |
|               |                             |      |
| Entraîneur :  |                             |      |
| Viktor Maslov |                             |      |

| Titulaires :    |                              |      |
|                 |                              |      |
|                 | Iouri Darvine (ru)           |      |
|                 | Guennadi Logofet             |      |
|                 | Sergueï Olchanski            |      |
|                 | Ievgueni Lovchev             |      |
|                 | Nikolaï Abramov              |      |
|                 | Valeri Zenkov (ru)           |      |
|                 | Vitali Mirzoïev (ru)         | 35e  |
|                 | Mikhaïl Boulgakov (ru)       |      |
|                 | Valeri Andreïev (ru)         | 103e |
|                 | Viktor Papaïev (en)          |      |
|                 | Vladimir Redine (ru)         |      |
|                 |                              |      |
| Remplaçants :   |                              |      |
|                 | Aleksandr Piskariov          | 35e  |
|                 | Viatcheslav Iegorovitch (ru) | 103e |
|                 |                              |      |
| Entraîneur :    |                              |      |
| Nikita Simonian |                              |      |

| Titulaires :  |                             |      |
|               |                             |      |
|               | Viktor Bannikov             |      |
|               | Vladimir Krasnov (ru)       |      |
|               | Leonid Pakhomov (en)        |      |
|               | Vladimir Boutourlakine (ru) |      |
|               | Vladimir Iourine (en)       |      |
|               | Viktor Choustikov           |      |
|               | Anatoli Fetissov (ru)       | 105e |
|               | Vadim Nikonov               |      |
|               | Guennadi Chalimov (ru)      |      |
|               | Anatoli Degtiariov (ru)     |      |
|               | Iouri Smirnov (ru)          | 55e  |
|               |                             |      |
| Remplaçants : |                             |      |
|               | Anatoli Soloviov (ru)       | 55e  |
|               | Viktor Filippov (ru)        | 105e |
|               |                             |      |
| Entraîneur :  |                             |      |
| Viktor Maslov |                             |      |

| Titulaires :    |                              |      |
|                 |                              |      |
|                 | Iouri Darvine (ru)           |      |
|                 | Guennadi Logofet             |      |
|                 | Sergueï Olchanski            |      |
|                 | Ievgueni Lovchev             |      |
|                 | Nikolaï Abramov              |      |
|                 | Valeri Zenkov (ru)           |      |
|                 | Vitali Mirzoïev (ru)         | 35e  |
|                 | Mikhaïl Boulgakov (ru)       |      |
|                 | Valeri Andreïev (ru)         | 103e |
|                 | Viktor Papaïev (en)          |      |
|                 | Vladimir Redine (ru)         |      |
|                 |                              |      |
| Remplaçants :   |                              |      |
|                 | Aleksandr Piskariov          | 35e  |
|                 | Viatcheslav Iegorovitch (ru) | 103e |
|                 |                              |      |
| Entraîneur :    |                              |      |
| Nikita Simonian |                              |      |